# Sam Johnstone
Samuel Luke „Sam“ Johnstone (* 25. März 1993 in Preston) ist ein englischer Fußballtorwart, der bei den Wolverhampton Wanderers unter Vertrag steht.

## Karriere

### Im Verein
Sam Johnstone trat in der Saison 2010/11 der Jugendakademie von Manchester United bei.
Im Juli 2011 wurde er an den Football-League-One-Klub Oldham Athletic ausgeliehen, da dort sowohl der Stamm- als auch der Ersatztorhüter aufgrund von Verletzungen ausgefallen waren. Nach zwei Freundschaftsspielen in der Saisonvorbereitung verzichtete man wieder auf die Dienste des damals 18-Jährigen. Die Leihe wurde abgebrochen und Johnstone für vier Monate an seinen Stammclub Scunthorpe United ausgeliehen, bei dem er in dieser Zeit als Stammtorhüter zwölf Spiele absolvierte.
Daraufhin kehrte er zurück in die Jugendakademie von Manchester United, wo er bis in das Reserveteam der ersten Mannschaft aufstieg. Zur Saison 2012/13 wurde Johnstone als dritter Torhüter hinter David de Gea und Anders Lindegaard in die erste Mannschaft des Clubs berufen. Der Grund war die Ausleihe von Ben Amos nach Hull City, den man eigentlich für diese Position vorgesehen hatte. Am 20. März 2013 wurde er bis Saisonende an den FC Walsall ausgeliehen.
Zu Beginn der Saison 2013/14 wurde Johnstone für drei Monate an Yeovil Town ausgeliehen. Aufgrund einer Verletzung konnte er nur ein Spiel absolvieren. Am 31. Januar 2014 wurde Johnstone für vier Wochen an die Doncaster Rovers weiterverliehen. Später wurde die Leihe bis zum Saisonende verlängert. In Doncaster kam Johnstone auf 18 Ligaeinsätze.
Zur Saison 2014/15 kehrte Johnstone nach Manchester zurück und war hinter David de Gea, Anders Lindegaard und Ben Amos vierter Torhüter. Am 27. Oktober 2014 kehrte er zunächst bis zum 3. Januar 2015 zu den Doncaster Rovers zurück. Anfang Januar wurde die Leihe bis zum 28. Januar verlängert. Nach neun Einsätzen wurde Johnstone am 12. Januar 2015 bis zum Saisonende an Preston North End weiterverliehen. Zur Rückrunde 2016/17 schloss sich Johnstone Aston Villa auf Leihbasis an.
Am 3. Juli 2018 unterschrieb Sam Johnstone einen Vierjahresvertrag bei West Bromwich Albion. In den kommenden vier Spielzeiten stand er als Stammkeeper im Tor seiner Mannschaft. Den größten Erfolg mit West Brom feierte er in der EFL Championship 2019/20, als er mit seinem Team als Tabellenzweiter in die erste Liga aufstieg. Der Aufenthalt in der Premier League 2020/21 endete jedoch nach nur einer Saison mit dem Abstieg als Tabellenvorletzter. Im Juni 2022 wechselte er ablösefrei zum Erstligisten Crystal Palace.
Im August 2024 wechselte er zu den Wolverhampton Wanderers und unterschrieb dort einen Vertrag bis 2028.

### In der Nationalmannschaft
Sam Johnstone bestritt sein Debüt für die englische U-19-Nationalmannschaft im September 2010 gegen die slowakische Auswahl.
Ebenfalls gewann er mit der englischen U-17-Nationalmannschaft die U-17-Europameisterschaft 2010. Bei dem Turnier spielte Johnstone vor Jack Butland als Stammtorhüter. Im Juni 2021 debütierte er für die A-Nationalmannschaft, mit der er im selben Jahr auch an der EM teilnahm, aber gegenüber Jordan Pickford das Nachsehen hatte. England verlor das Finale gegen Italien im Elfmeterschießen im heimischen Wembley-Stadion.

## Erfolge
Nationalmannschaft
- Vize-Europameister: 2021 mit England